# Střední ucho
Střední ucho (latinsky: auris media) je část ucha. Jedná se o systém vzduchem vyplněných dutin vystlaných sliznicí. U člověka se skládá z následujících částí:
- bubínková dutina (cavum tympani) – Dutina vyplněná vzduchem, ohraničená lebkou.
- sluchové kůstky (ossicula auditus) – Jedná se o tři kůstky – kladívko (malleus), kovadlinku (incus) a třmínek (stapes) – napojené na bubínek a uložené v bubínkové dutině. Řetěz těchto kůstek přenáší zvuk od bubínku do vnitřního ucha – ploténka třmínku se dotýká oválného okénka ve vnitřním uchu.
- Eustachova trubice (tuba auditiva) – Spojuje bubínkovou dutinu a nosohltan. Vyrovnává tlak ve středním uchu s tlakem v okolním prostředí. Pomáhá i čistit středoušní dutinu.
- svaly středního ucha:
  - napínač bubínku (musculus tensor tympani) – připojený ke kladívku, napíná bubínek
  - třmínkový sval (musculus stapedius) – připojený ke třmínku, upevňuje třmínkovou ploténku v oválném okénku

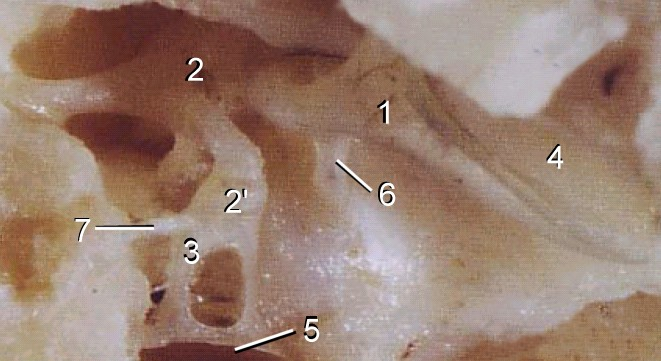
Střední ucho
1 – kladívko
2 – kovadlinka
2' – Proc. lenticularis
3 – třmínek
4 – bubínek
5 – oválné okénko
6 – M. tensor tympani
7 – M. stapedius

## Evoluce
Podle některých výzkumů vzniklo střední ucho u pravěkých savců původně jako podpora kostí dolní čelisti. Poměrně dobře vyvinuté střední ucho bylo objeveno již u fosilií pravěkých savců z období rané křídy (asi před 125 miliony let).